# Gedenkstätte in der Heimkehle

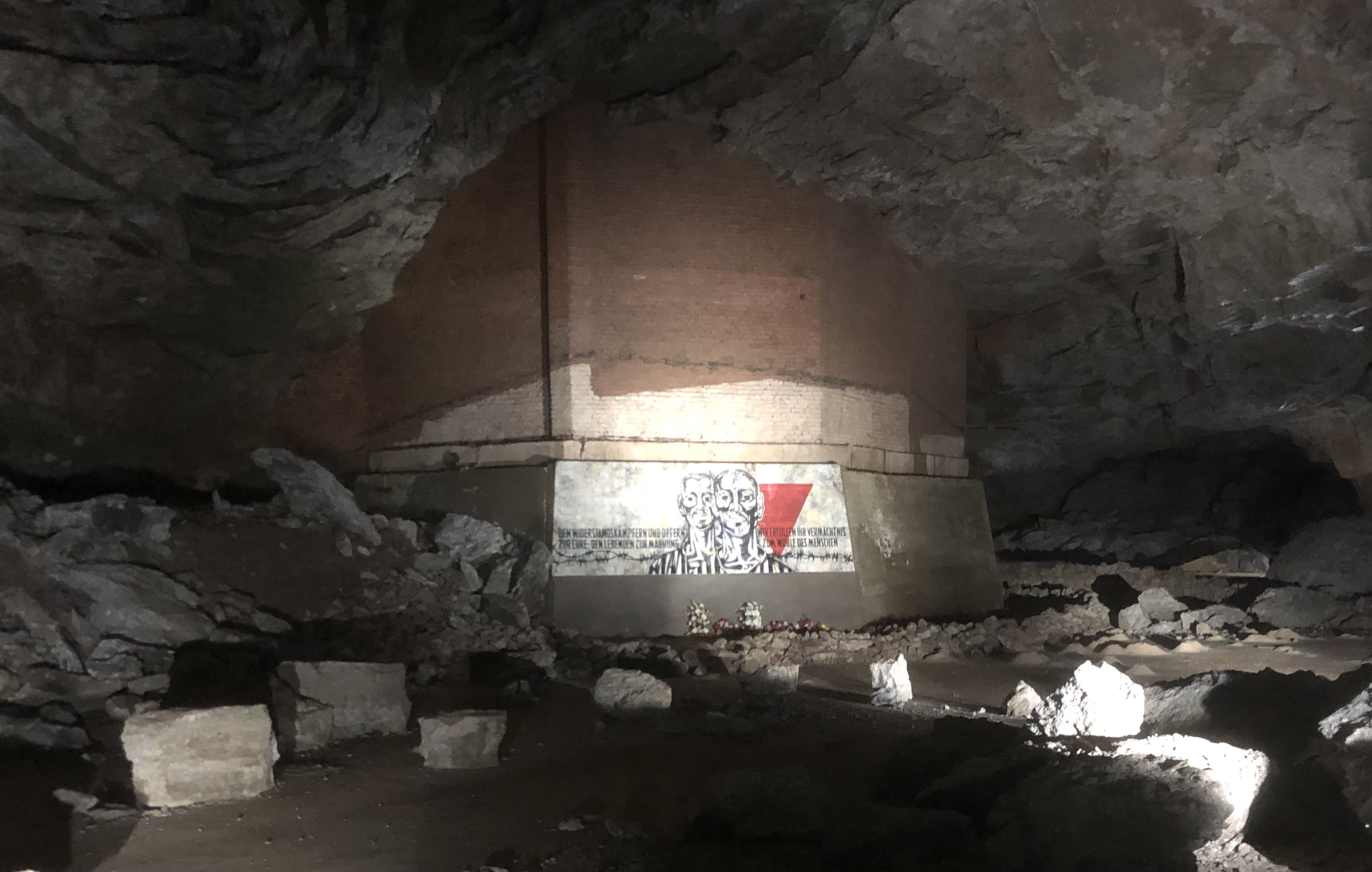
Gedenkstätte in der Heimkehle, 2022

Die Gedenkstätte in der Heimkehle ist eine denkmalgeschützte Gedenkstätte in der Schauhöhle Heimkehle in der Gemeinde Südharz in Sachsen-Anhalt. Sie erinnert an die Opfer der nationalsozialistischen Gewaltherrschaft.

## Lage
Die Gedenkstätte befindet sich in der Kleiner Dom genannten Höhle der Heimkehle und gehört zur Gemarkung von Uftrungen.

## Gestaltung und Geschichte
In der Heimkehle wurde ab März 1944 eine Außenstelle des KZ Mittelbau-Dora eingerichtet, die Rüstungszwecken dienen sollte. In der natürlich entstandenen Gipshöhle wurden unterirdische Werkhallen als Teil des KZ-Außenlagers Rottleberode gebaut. Die Gefangenen wurden gezwungen, Elemente für die Fahrgestelle des Flugzeugs Junkers Ju 88 zu bauen. Der Betrieb dauerte bis April 1945 an. Viele Gefangene starben aufgrund der menschenunwürdigen Haftbedingungen oder auf Todesmärschen nach Aufgabe des Lagers. Im September 1945 wurden die Werkhallen durch die Rote Armee gesprengt. Teile der Betonfußböden und auch -wände blieben jedoch erhalten.
1974 wurde vom aus Sangerhausen stammenden Künstler Wilhelm Schmied auf einer im Kleinen Dom erhaltenen Wand auf Fliesen ein Bild geschaffen. Es zeigt zwei Häftlinge in Häftlingskleidung sowie Stacheldraht. Rechts der Häftlinge befindet sich ein Roter Winkel als Symbol für politische Gefangene und allgemein für die Opfer der nationalsozialistischen Gewaltherrschaft. Links der Häftlinge zieht sich die Inschrift:
Rechts der Häftlinge befindet sich die Inschrift:
Im örtlichen Denkmalverzeichnis ist die Gedenkstätte seit dem 4. November 1998 unter der Erfassungsnummer 094 84525 als Baudenkmal verzeichnet.